# Sybotas
Sybotas (altgriechisch Συβότας Sybótas) war in der griechischen Mythologie König von Messenien aus dem Geschlecht der Aipytiden.
Er war der Sohn des Dotadas und nach diesem König von Messenien. Auf ihn geht das jährliche Königsopfer an Pamisos, den Flussgott des gleichnamigen Flusses, sowie der Heroenkult für Eurytos zurück.
Der Sohn des Sybotas war Phintas, der nach Sybotas die Herrschaft übernahm.